# Чемпионат Европы по софтболу среди мужчин 2008
9-й чемпионат Европы по софтболу среди мужчин 2008 проводился в городе Копенгаген (Дания) с 28 июля по 2 августа 2008 года с участием 8 команд.
В Дании мужской чемпионат Европы проводился во 2-й раз, в городе Копенгаген — впервые. Три лучшие команды получали квалификацию на чемпионат мира 2009.
Чемпионом Европы стала (в 6-й раз в своей истории) сборная Чехии, победив в финале сборную Дании. Третье место заняла сборная Великобритании.

## Итоговая классификация
| Место | Команда        |
| ----- | -------------- |
| 1     | Чехия          |
| 2     | Дания          |
| 3     | Великобритания |
| 4     | Нидерланды     |
| 5     | Бельгия        |
| 6     | Хорватия       |
| 7     | Израиль        |
| 8     | Словакия       |

     Команды, квалифицированные на чемпионат мира 2009